# Alberto Hurtado

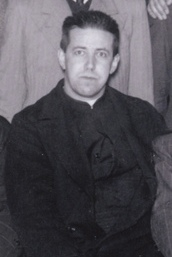
Alberto Hurtado

Luis Alberto Hurtado Cruchaga (* 22. Januar 1901 in Viña del Mar, Chile; † 18. August 1952 in Santiago de Chile) war Jesuit und ist ein Heiliger der katholischen Kirche. Er gründete das Obdachlosenprojekt El Hogar de Cristo und holte Hunderte von obdachlosen Kindern von der Straße.

## Leben
Nach dem frühen Tod seines Vaters zog Hurtado im Alter von vier Jahren mit seiner Mutter und seinem Bruder nach Santiago de Chile, wo er auch die Schule besuchte. Nach dem Schulabschluss studierte er an der Päpstlichen Universität in Santiago Rechtswissenschaft und war hiernach zunächst als Rechtsanwalt tätig.
1923 trat er in den Jesuitenorden ein. Nach dem Studium in Chile, Argentinien, Barcelona (Spanien) und an der Katholischen Universität Löwen (Belgien) wurde er am 24. August 1933 zum Priester geweiht.
Nach seiner Rückkehr nach Chile im Jahre 1936 unterrichtete er an der Schule der Jesuiten „St. Ignatius“, am Priesterseminar, an einer Abendschule und an der Päpstlichen Universität in Santiago.
Ab 1944 sammelte er Geld, Schmuck und Grundstücke für sein Obdachlosenprojekt El Hogar de Cristo, dt. „Das Haus Christi“. Das Ziel war einfach: «Crear un Hogar para los que no tienen techo» – ein Heim schaffen für jene, die kein Dach über dem Kopf haben. Im September 1945 konnte er eine erste Notunterkunft für Kinder, Schwache und Alte in der Calle López eröffnen. 1946 folgte ein großes Gebäude für Menschen in Not in der Calle Chorrillos, eine Straße, die heute den Namen Pater Hurtados trägt. Mit seinem kleinen grünen Bus fuhr der Priester am Rio Mapocho von Brücke zu Brücke, um obdachlose Kinder einzusammeln, ihnen warmes Essen, ein Bett und saubere Kleidung zu geben. Ein besonderes Anliegen war ihm die Erziehung und Ausbildung seiner Heimkinder, die meisten erlernten Berufe und einige von ihnen konnten sogar ein Studium absolvieren. Heute ist El Hogar de Cristo die größte Wohltätigkeitsorganisation Chiles, verfügt über 46 Zweigniederlassungen im ganzen Land und betreut täglich 32.000 Bedürftige.
Im Juni 1945 gründet Pater Hurtado mit anderen die Acción Sindical y Económica Chilena (ASICH), welche gewerkschaftliche Ziele auf der Grundlage der kirchlichen Soziallehre verwirklichen will.
Pater Hurtado starb am 18. August 1952 an Krebs.

## Charakter
„Er konnte keinen Schmerz sehen, ohne ihn nicht gleich lindern zu wollen, noch eine Notlage, ohne ein Mittel zu suchen, um dieser abzuhelfen.“

## Seligsprechung und Heiligsprechung
Alberto Hurtado wurde am 16. Oktober 1994 von Papst Johannes Paul II. seliggesprochen.
Am 23. Oktober 2005 erfolgte die Heiligsprechung zusammen mit der Kanonisierung von Josef Bilscewski, Gaetano Catanoso, Sigismund Goradsdowski und Felix von Nicosia durch Papst Benedikt XVI. Es waren die ersten Heiligsprechungen durch Benedikt XVI. Pater Hurtado ist nach der Karmelitin Teresa de Los Andes der zweite Chilene, der heiliggesprochen wurde.
Zur Heiligsprechung reisten 7000 chilenische Pilger nach Rom, darunter viele von Pater Hurtados ehemaligen Heimkindern. In einer emotionalen Fernsehdokumentation legten sie Zeugnis ab vom Wirken des Armenpriesters aus Viña del Mar.
Sein Gedenktag ist der 18. August.

## Ehrungen
Nach Alberto Hurtado benannt sind:
- die „Kommunität Alberto Hurtado“, die Jesuiten-Kommunität in München-Sendling
- die Universidad Alberto Hurtado in Santiago de Chile
- das Hurtado Jesuit Centre des Jesuit Refugee Service in London[3]

## Schriften (Auswahl)
- ¿Es Chile un pais católico? Santiago (Chile) 1941.
- Humanismo social. Santiago (Chile) 1947.
- El orden social cristiano en los documentos de la jerarquía católica. 2 Bände. Santiago (Chile) 1947.
- Sindicalismo: historia-teoría-práctica. Santiago (Chile), 1950.